# Tarentaise

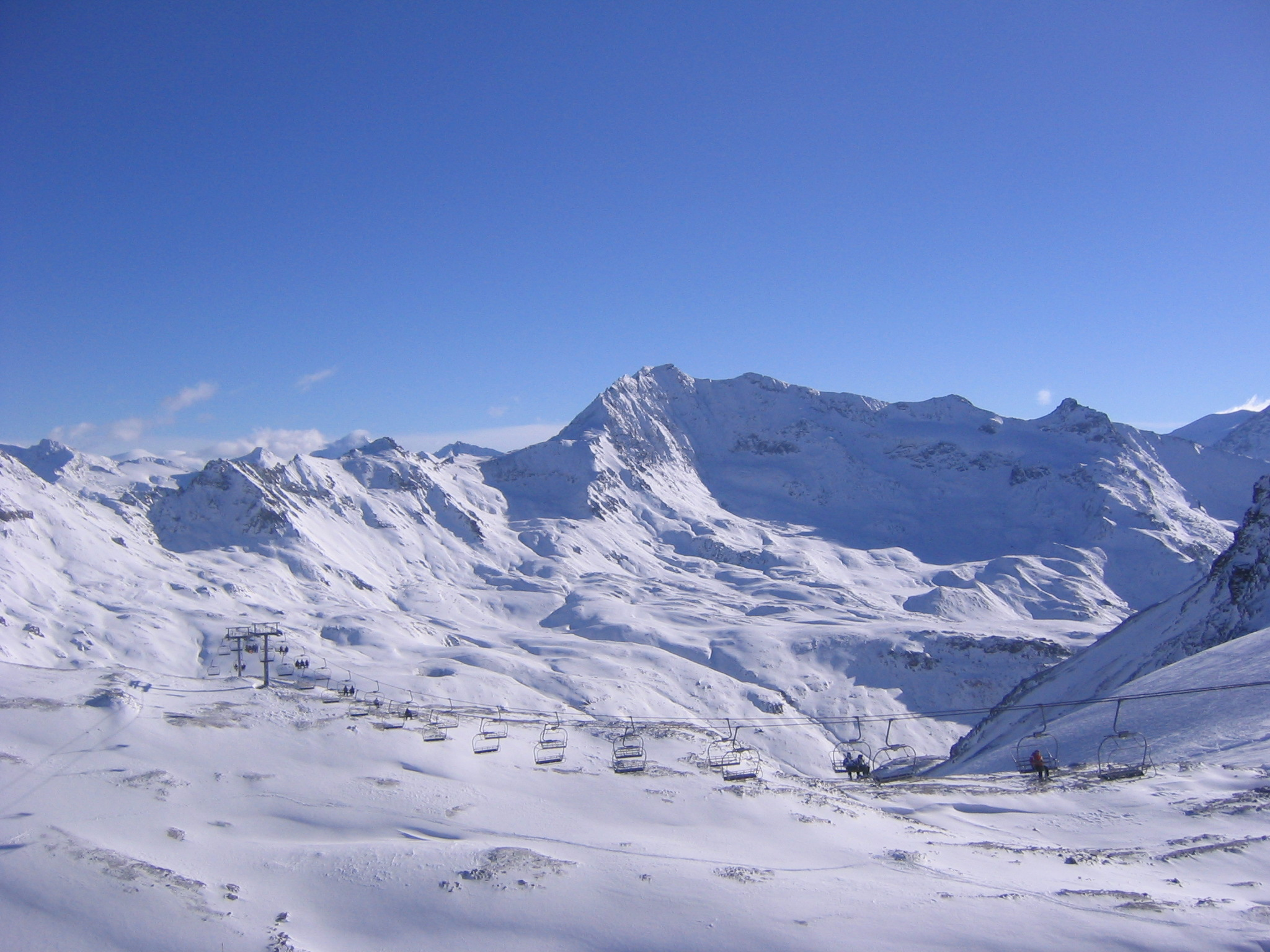
La Grande Casse (3855 m) – die Dominante von Tignes und Val d’Isère

Die Tarentaise ist eine der historischen Provinzen Savoyens.
Sie besteht aus dem Tal der Isère von der Quelle bei Val-d’Isère bis Albertville sowie den Nebentälern. Das Haupttal ist durch die Eiszeit geformt und wird im Norden von den Massiven des Beaufortain und des Mont Blanc und im Süden durch den Kamm des Vanoise-Massivs begrenzt.
Die Hauptstadt der Tarentaise ist Moûtiers, dessen lateinischer Name Darentasia war. In der Antike wurde die Tarentaise von den Ceutronen bewohnt.
Die Tarentaise hat weltweit eine der höchsten Dichten an Wintersportstationen: im oberen Isère-Tal oberhalb von Val-d’Isère und bei Tignes, auf der Südseite des mittleren Tales (Les Arcs, La Plagne) sowie in den im Massiv der Vanoise gelegenen Trois Vallées (Méribel, Courchevel und Val Thorens/Les Menuires). Daneben gibt es Landwirtschaft (hauptsächlich Milchwirtschaft und Zucht des Tarenteser Rind), Schwerindustrie, Wasserkraftwerke und drei Kurorte.
Im Einzelnen befinden sich in der Tarentaise folgende Skigebiete (Aufzählung talaufwärts):
- Le Grand Domaine mit den Orten Valmorel, Celliers und Doucy-Combelouvière, verbunden mit Saint-Francois-Longchamp im Maurienne-Tal, 165 Pistenkilometer
- Les Trois Vallées, das größte Skigebiet der Welt, mit den Orten Courchevel, La Tania, Méribel, Les Allues, Brides-les-Bains, Saint-Martin-de-Belleville, Les Menuires und Val Thorens, verbunden mit Orelle im Maurienne-Tal, 600 Pistenkilometer
- Pralognan-la-Vanoise, 26 Pistenkilometer
- Paradiski, der Zusammenschluss von La Plagne und Les Arcs, mit den Orten Bourg-Saint-Maurice, Champagny-en-Vanoise, La Plagne, Montchavin-Les Coches, Peisey-Vallandry, Les Arcs und Villaroger, 425 Pistenkilometer
- Espace San Bernardo, verbunden mit La Thuile im italienischen Aostatal, mit den Orten La Rosière und Séez, 147 Pistenkilometer
- Sainte-Foy-Tarentaise, 41 Pistenkilometer
- Espace Killy mit den Ortschaften Tignes und Val-d’Isère, 300 Pistenkilometer. In diesem Skigebiet gibt es zwei Gletscher mit Sommerski, den Glacier de la Grande Motte oberhalb von Tignes und den Glacier du Pisaillas am Col de l’Iseran

Administrativ entspricht die Tarentaise dem Großteil des französischen Arrondissements Albertville. Vormals bildete die Tarentaise ein eigenes Arrondissement mit Sitz in Moûtiers, das aber per Gesetz am 10. September 1926 abgeschafft wurde.

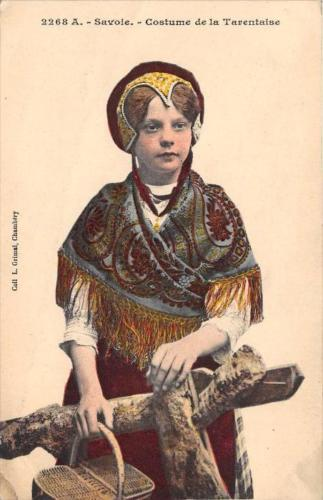
Trachten des Tarentaise-Tals
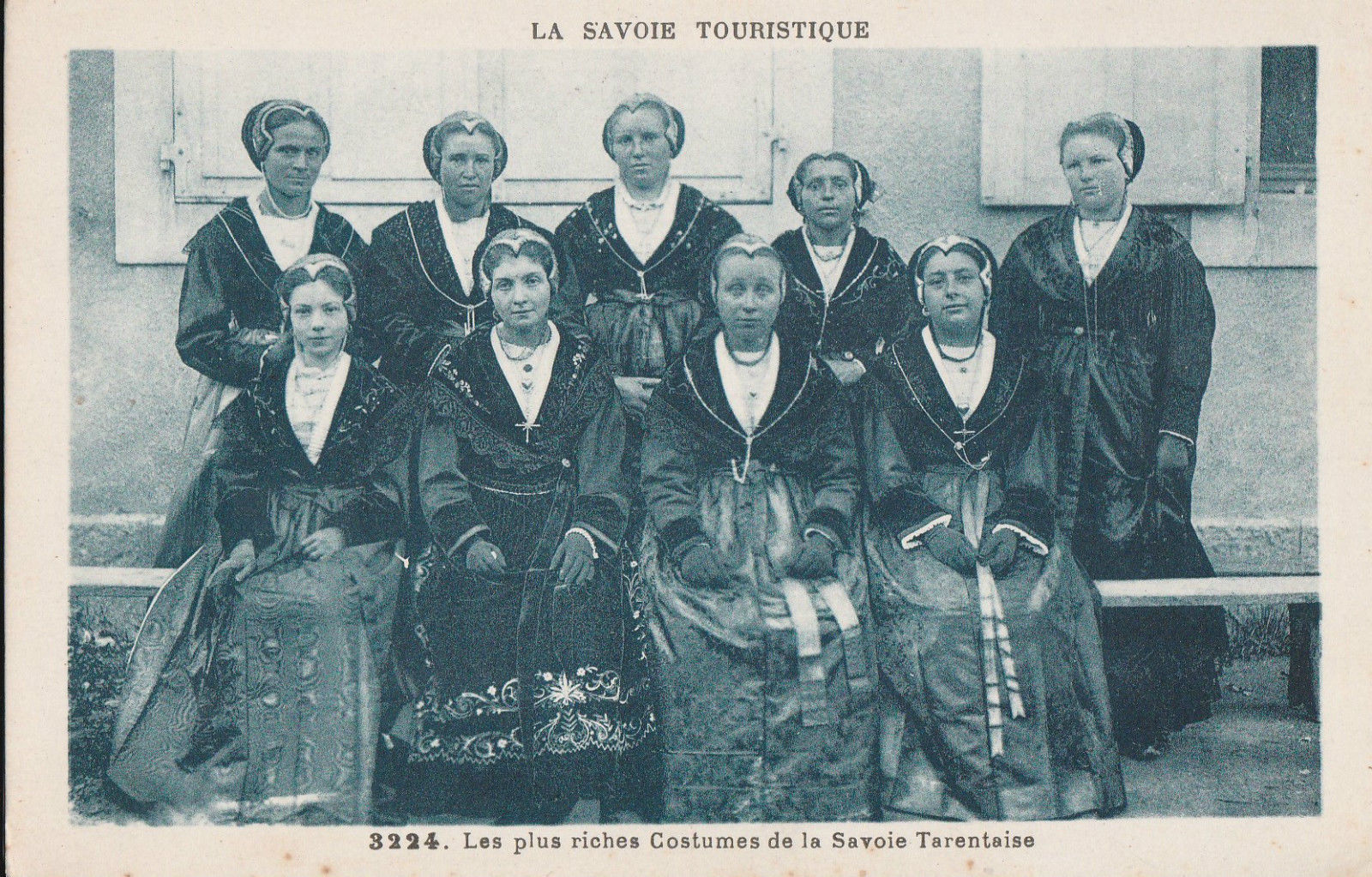
Trachten aus dem Tarentaise-Tal (1920)
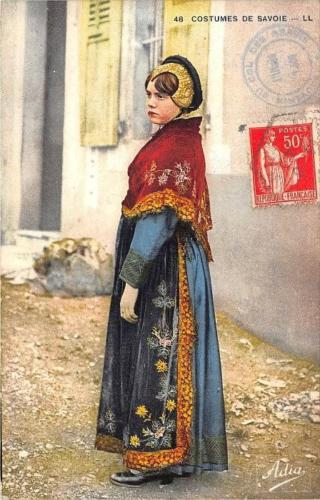
Trachten des Tarentaise-Tals (1930)